# Fahad Al-Bishi
Fahad Al-Bishi (arab. فهد الهريفي البيشي) (ur. 10 września 1965 w Biszy) – saudyjski piłkarz występujący na pozycji pomocnika.

## Kariera klubowa
Fahad Al-Bishi w czasie kariery piłkarskiej grał w klubie An-Nassr.

## Kariera reprezentacyjna
Fahad Al-Bishi występował w reprezentacji Arabii Saudyjskiej w latach osiemdziesiątych i dziewięćdziesiątych.
W 1984 roku uczestniczył w Igrzyskach Olimpijskich w Los Angeles.
W 1985 uczestniczył w Mistrzostwa Świata U-20 1985.
W 1988 wygrał z reprezentacją Puchar Azji. Al-Bishi strzelił na tym turnieju bramkę oraz strzelił decydującego karnego w finale z Koreą Południową.
W 1992 roku ponownie uczestniczył w Pucharze Konfederacji.
W tym samym roku uczestniczył w Pucharze Azji, na którym Arabia Saudyjska zajęła drugie miejsce a Al-Bishi został królem strzelców.
W 1994 roku uczestniczył Mistrzostwach Świata 1994. Na Mundialu w USA wystąpił we wszystkich czterech meczach z Holandią, Marokiem, Belgią i Szwecją.